# Гори Сіракамі
Го́ри Сірака́мі (яп. 白神山地, しらかみさんち, МФА: [ɕiɾakamʲi sant͡ɕi], «гори Білого бога») — гірська гряда на півночі японського острова Хонсю, на межі префектур Аоморі й Акіта. Належать до північної частини гірської гряди Дева. Відрізані від основної гряди річкою Йонесіро. Частина гір, що розташована на схід від річки Сава, притоки річки Івакі, носить назву гір О́вані (яп. 大鰐山地, おおわにさんち, МФА: [oːwaɲi sant͡ɕi]). Гори відносяться до третинного періоду. Зустрічаються граніт та дацит. Середня висота гір — 600 м. Найвища вершина — Пік Сіракамі (1250 м). Покриті буковим первісним лісом. В горах мешкають гімалайські ведмеді, японські козероги та близько 87 видів диких птахів. 1993 року занесені до Світової спадщини ЮНЕСКО в Японії як природна спадщина.